# Найтс, Филип, барон Найтс
Филип Дуглас Найтс, барон Найтс (англ. Philip Douglas Knights, Baron Knights; 3 октября 1920, Оттершоу, боро Раннимид , Суррей — 11 декабря 2014, Эджбастон, Бирмингем, Уэст-Мидлендс, Западный Мидленд) — британский офицер полиции, военный деятель, член Палаты лордов Парламента Великобритании, рыцарь-бакалавр и Командор Ордена Британской империи.

## Биография
Филип Найтс родился в Оттершоу, в боро Раннимид в семье полицейского Томаса Джеймса Найтса и Этель Найтс (урождённая Джинн). Учился в школе Ист-Гринстеда и Королевской школе в Грантеме.

### Карьера
В 1938 году в чине кадета поступил на службу в полицию Линкольншира, в 1940 году был назначен на должность констебля. Во время Второй мировой войны с 1943 по 1945 год служил в Королевских ВВС. По окончании службы женился на Джин Бурман.
В 1946 году вернулся в полицию Линкольншира в звании сержанта, в 1955 году был назначен констеблем-инспектором, а через три года — супер-интендантом. В 1959 году в чине помощника главного констебля перешёл в полицию города Бирмингем. В 1970 году получил повышение до чина заместителя шефа-констебля. Спустя два года он занял пост шефа-констебля в полиции Шеффилда и Ротерхэма, вошедшей в 1974 году в состав образованной полиции Южного Йоркшира. В следующем году Найтс был назначен шефом-констеблем полиции Уэст-Мидлендса, сменив Деррика Каппера, и занимал эту должность в течение десяти лет. Во время службы на этом посту он полностью заменил обмундирование полицейских. После принятия Акта о половой дискриминации 1975 года Найтс принял активное участие в приёме на работу в полицию женщин, а позже выступил за оснащение полиции более мощными средствами защиты и за продвижение её роли в качестве защитника населения, а не как отрядов по подавлению беспорядков.
В 1985 году он был назначен заместителем лейтенанта Уэст-Мидлендса, 12 июня 1987 года — пожизненным пэром. 22 июля 1987 года ему был присвоен титул барона Найтса из Эджбастона в графстве Уэст-Мидлендс. На заседаниях Палаты лордов барон Найтс призывал к улучшению трудового законодательства в отношении полицейских, в частности он выступал за усовершенствование процедуры увольнения со службы и увеличения заработной платы работников полиции.

### Последние годы
В 1996 году Найтс стал почётным выпускником Астонского университета. До последних дней он в качестве кросс-бенчера заседал в Палате лордов Парламента Великобритании. Барон был вице-президентом Крикетного клуба графства Уорикшир, Скаутского совета графства Бирмингем и Бирмингемской федерации клубов для молодежи.
Филип Найтс скончался 11 декабря 2014 года в возрасте 94 лет. Главный констебль полиции Уэст-Мидлендса Крис Симс отметил, что Найтс «был скромным и верным полицейским, никогда не терявшим связь с подразделением полиции, созданным с его помощью. У него было много друзей в Уэст-Мидлендсе, и мы все скорбим о его смерти».
Поминальная служба прошла 5 января 2015 года в церкви Святого Варфоломея в Эджбастоне, после чего состоялись похороны на кладбище Лодж-Хилл.

## Награды
В 1964 году Филип Найтс был награждён Королевской полицейской медалью «за выдающиеся заслуги», в 1971 году стал Офицером Ордена Британской империи, в 1976 году — Командором, а в 1980 году — рыцарем-бакалавром.